# 美濃圍
美濃圍（美濃囲い、みのがこい）是日本將棋圍玉之一，主要用於振飛車，與居飛車的矢倉、通用的穴熊齊名。最常見的美濃圍稱為本美濃（ほんみの）。玉將位於2八（8二），右銀位於3八（7二），左金位於5八（5二），右金不動。標準手數為6手，遠低於矢倉或穴熊。

## 由來與歷史
美濃一名的來源眾說紛紜，一說其造型來自美濃國岐阜城，故以國為名。亦有發明者是美濃國出身的說法，又有音通和尚、松本紹尊兩說。由於美濃必須使用金銀三枚，也有說法認為美濃（みの）其實是「三布」的訛寫。
江戶時代，振飛車在業餘棋士中大受歡迎，1765年（明和2年）伊藤宗看的左香落棋局是最早的美濃紀錄。居飛車用的左美濃大概也在這段時期問世。半世紀後，常見的振飛車美濃出現於1821年（文政4年）大橋柳雪的棋譜中。
| 1765，後手方左香落美濃 | 1821，對抗型美濃，第28手 | 1821，對抗型美濃，第32手 |

爾後，居飛車在將棋界大為流行，振飛車幾乎滅絕。直到1954年，大野源一復活振飛車，美濃才獲得大眾認可。根據大野本人的分析，振飛車必須花一手移動飛車，又因關閉角道而受限，因此手數少又堅固的美濃圍非常實用，棋手不必擔心左翼的攻勢，能夠無後顧之憂進行「捌き」。

## 優缺點
美濃構造低平，對橫向攻擊抵抗力強，在振飛車對抗居飛車的戰型中相當實用。就算對方的飛車殺進己方左翼升變為龍王，抑或直接打入飛車，都無法一時摧毀美濃，因此美濃特別適合激烈的飛車戰。相較於矢倉或穴熊，美濃需要的手數相當少，組法也比較隨意。通常使用金～玉～銀的三手圍（壁圍）作為早圍，或者最後才動銀將，保留金無雙的餘地。
美濃的弱點在上方與端筋（先手1筋、後手9筋），玉將在此沒有強子保護，一旦上部被破，玉將所在地會被集中攻擊。如圖，對手以角行瞄準王將，然後打入△3六桂（▲7四桂），此時由於端步位於1七（9三），玉將只能逃到1八（9二）或3九（7一），這時打入△2八金（▲8二金）便直接將死。這種沒推開端步的構造俗稱棺桶美濃，只要對手有角行、桂馬、金將堪用，便會猝死，因此，在對抗居飛車時必須走▲1六步（△9四步）防範。但在相振飛車的棋局中，推進端步會引起端攻，因此反而不喜歡推端步。基本上，美濃的逃生方式有限，只要有辦法對美濃連將，就有辦法捉到將死的機會。
基本上，美濃比居飛車船圍要硬，但肯定無法硬過穴熊。如同圖示，其天敵為角行及桂馬。最大的好處在變體眾多，有大量發展空間。

## 美濃的變體
銀美濃（ぎんみの，Silver Mino）將本美濃的左金換成左銀，金銀聯絡比較好，但組法手數較多，左銀又有橫腹（先手6八、後手4二）的弱點，因此不常使用。
片美濃（かたみの，Incomplete Mino）少一枚金將，較不堅固。此時左金大多被拿去防守左翼，也有協同飛車進攻的用法。由於本美濃會占用5筋，片美濃的優點是可以容納中飛車。
金美濃（きんみの，Gold Mino）融合金無雙與美濃，使用的棋子與片美濃相同，組法則多一手。上部防守力強大但下段較弱，可以用5五角攻擊，或在4九打銀強制崩壞。
錯位美濃（ずれ美濃、ずれみの）是急戰後的發展形，組法是片美濃的錯位，中央較厚但難抗端攻，因此不突端步比較安全。可以與向飛車並用。
| 銀美濃 | 片美濃 | 金美濃 |

丁髷美濃（ちょんまげみの，Top Knot Mino）有突出的2筋步兵，加藤治郎因其造型與丁髷相像而命此名。丁髷美濃通常不是主動組成，而是佯動振飛車的遺跡，由於駒組一開始偽裝成居飛車，2筋步兵推出去，此後便收不回來了。突出處可能成為攻擊目標，但若能從高美濃發展為銀冠，步兵突出就不成問題。
如果丁髷美濃的突出步兵消失，則稱為光頭美濃（坊主美濃、ぼうずみの，Bald Mino），除了佯動振飛車，也常見於轉飛車戰型。這種情況雖然可以防止玉頭步交換，但顯然會使玉頭變弱，如果對方打入香車會很麻煩，因此玉將常迴避到3九（7一），如果能把步兵打回原位，就能變成普通的美濃。
肩美濃（カブト美濃、カブトみの）以銀將補強光頭美濃的玉頭，防止對方打入步兵，左金留供攻擊。此戰法適合與轉飛車並用。
金冠（きんかんむり）是強守丁髷美濃突出步兵的產物，型態與銀冠類似，但右金位置並不靈活，圍玉結構脆弱，應避免使用。
| 丁髷美濃 | 光頭美濃 |      |
| 肩美濃   | 金冠     | 金冠 |

木村美濃（きむらみの，Kimura Mino）由木村義雄為香落戰所發明，是美濃與矢倉的混血兒。在平手戰中，木村美濃對抗牛角銀或雁木的相性相當優良，也可以與中飛車並用。木村美濃的使用關鍵在跳桂時機，是相當需要使用者技術的圍玉，高手甚至可以用陣中的桂馬攻擊敵陣。弱點與矢倉相同，為端攻及側面。
|  | 木村美濃 |

### 高美濃
高美濃（たかみの，High Mino）需要花費手數將左金推到4七（6三），在防守上方攻擊的同時，保持側面有一定水準的抗性。缺點是玉頭仍然跟本美濃一樣弱。如果把桂馬跳到3七（7三），往前方發展的攻擊性會變強，在應對中飛車或穴熊的戰局中相當常見，但會無法對付端攻，防禦力下降，所以必須見機使用。此型必須推3六（7四）、5六（5四）步以防禦桂馬偷襲金將，特別是3六步，應該要在走4七金前先推好。此後若要防禦端攻，則可發展為銀冠。
真部流高美濃在高美濃上加裝左銀，藉此強化上部，不僅防禦角行，對玉頭戰及居飛車穴熊都很有效。弱點是側面，因此必須判斷好局勢再使用，才能有理想效果。
若將高美濃的金將換成銀將，則形成兩型高美濃（銀）。高美濃（銀）第一型的兩枚銀將能相互掩護，增強對側面的防禦力，缺點是銀將側腹與玉頭。第二型的銀將可以保護玉頭，缺點是難以應對中央猛攻。特別注意，由於銀將的移動方式，兩型高美濃（銀）很難互相轉換，必須預判局勢果斷操作。高美濃（銀）的通病是手數較多、金將攻擊問題等，兩型都可以花兩手改組為銀矢倉。
| 高美濃 | 真部流高美濃 | 高美濃（銀）第一型 | 高美濃（銀）第二型 |

若在本美濃的4七（6三）位置加上左銀，使金銀圍成菱形，稱為鑽石美濃（ダイヤモンドみの，Diamond Mino），金銀四枚聯防，結構非常堅固，還可以再打入金銀補充，缺點是玉頭薄弱且缺乏攻擊用金銀。另外，也有組法相似但較不常見的四枚美濃（よんまいみの，Four-Piece Mino）。
| 鑽石美濃 | 四枚美濃（橫型） | 四枚美濃 |

### 銀冠
銀冠（ぎんかんむり，Silver Crown）一名來自居飛車戰型。振飛車銀冠從高美濃繼續發展，將銀將推到2七（8三），右金推到3八（7二）。犧牲側面，上部厚實，玉頭堅硬，在終局時很有抗性。與高美濃類似，如果桂馬跳到3七（7三），往前的攻擊性會變強，但會無法防禦端攻，底盤也會變弱，因此大山康晴主張不應在銀冠跳桂馬。另外，推進銀將的過程中可能產生無掩護子（離れ駒），陣型會變脆弱，時機不對的話有可能被一鼓作氣攻破。
4八金型的銀冠不需要經過高美濃的過程，對底部攻擊的防禦力也較強。若底線被敵方飛車攻入，可以將銀冠中的王將向1七（9三）推，形成端玉銀冠（はしぎょくぎんかんむり，Edge King Silver Crown），此型與左美濃的米長玉相似，可能演化為中段玉。
若將銀冠的玉將藏於香車之後，稱為銀冠穴熊（ぎんかんむりあなぐま），優點是上部堅硬，並讓玉將遠離戰場，缺點是逃生通道很少。從4八金型銀冠可以快速組出2八金．3八金型的銀冠穴熊，會比3八金．4七金的高美濃型來得硬。
| 銀冠     | 銀冠（4八金型）           | 端玉銀冠       | 端玉銀冠（4八金型） |
| 銀冠穴熊 | 銀冠穴熊（2八金‧3八金型） | 居飛車銀冠穴熊 | 米長玉              |

### 左美濃
左美濃（ひだりみの，Left Mino、Reverse Mino）由居飛車方使用，玉將安置於左翼。攻守兼備，演化出很多有別於本美濃的戰法。
| 左美濃（8八玉型） | 左美濃（8七玉型） | 四枚美濃         |
| 平美濃            | 一段玉            | 天守閣（平）美濃 |